# Sankt-Petri-Kirche (Olvenstedt)
Die Sankt-Petri-Kirche war eine evangelische Kirche im heute zu Magdeburg gehörenden Dorf Olvenstedt.

## Geschichte
Es wird vermutet, dass die Kirche bereits um 1287 bestand. Die Kirche war mit einem in direkter Nachbarschaft befindlichen Klosterhof des in Neustadt bei Magdeburg ansässigen Agnetenklosters verbunden. Der Klosterhof dürfte um 1253 entstanden sein. Zu diesem Zeitpunkt erwarb das Kloster von Erzbischof Wilbrand zumindest 4 Hufen Land in Olvenstedt. Im Jahr 1287 wir eine seit längerem bestehende Kirche in Zusammenhang mit einem Hof erwähnt. Hierbei könnte es sich um die Petrikirche gehandelt haben. Wahrscheinlicher erscheint jedoch, dass diese Erwähnung sich auf die zweite im Dorf bestehende Kirche, die Sankt-Laurentius-Kirche bezog, da diese sich direkt neben Freihof des Dorfes befand.
Urkundlich belegt ist, dass die Sankt-Petri-Kirche im Jahre 1611 repariert wurde. Im Zuge der Kämpfe im Dreißigjährigen Krieg wurde ganz Olvenstedt 1644 oder 1645 von kaiserlichen Truppen vollständig verwüstet. Nur die Petrikirche blieb erhalten. Die Sankt-Laurentius-Kirche war ebenfalls zerstört, jedoch scheinbar bereits seit 1630 nicht mehr ständig in Nutzung. Eine Glocke der Laurentiuskirche wurde in die Petrikirche überführt. In einem Bericht um das Jahr 1650 wird der Zustand der Petrikirche als schlecht aber repariert angegeben. Die Kirche verfügte jedoch über keine Einnahmen. Da die Petrikirche sich als zu klein erwies, begannen ab 1654 Bemühungen um den Wiederaufbau der Sankt-Laurentius-Kirche.
Am 9. November 1660 stürzte der Turmknopf der Petrikirche bei einem Sturm herab. Der Turmknopf wurde als von Schüssen im Dreißigjährigen Krieg durchlöchert beschrieben.
Im Jahre 1724 erfolgte dann jedoch der Abbruch der Petrikirche. Der Turm blieben zunächst stehen. Auch die alte Laurentiuskirche wurde abgerissen. Aus den Trümmern beider Kirchen des Ortes wurde die neue Laurentiuskirche errichtet.
1732 wurde die in der Petrikirche befindliche Glocke wieder in die Laurentiuskirche gebracht. 1752 verkaufte das Domkapitel Magdeburg den Turm der Petrikirche für 50 Thaler zum Abbruch an den Ackermann Hans Schütze. Dieser errichtete mit dem so gewonnenen Baumaterial ein Stallgebäude.
Noch bis in die Mitte des 20. Jahrhunderts hinein trug eine in der Nähe befindliche Straße den Namen Petrikirchstraße.

## Architektur
Die Petrikirche wurde häufig auch als die blaue Kirche bezeichnet. Ursächlich hierfür dürfte der mit Schiefer gedeckte spitze Turm der Kirche gewesen sein.

## Lage
Das Kirchengebäude befand sich nördlich der Dorfstraße, in deren östlichen Abschnitt. Als Lagebezeichnung wurde vor dem Gustav Scherpingschen Hofe angegeben. Die Kirche befand sich südlich dieses Hofs.